# ちゃりカンパニー
株式会社ちゃりカンパニー（chari company ltd.）は埼玉県さいたま市に本社を置く、スポーツ自転車を中心とした高級自転車のリユース事業を展開する企業

## 企業概要
2013年10月に設立。自転車買取サービス「バイチャリ」をインターネット上で展開、同時に東京都世田谷区南烏山に第1号店となる世田谷店を開店。
同年、全国から宅配買取や出張買取、店頭買取で買取をした商品を店舗とイーコマース「バイチャリバザール」、ヤフオク!上の「バイチャリガレッジセール」にて販売する2D・3Dによるハイブリッドモデルを確立。
2015年11月　サイクルモードインターナショナル2015では駐輪場「chari-stop by buychari」の運営を行った。
2016ベストベンチャー100に選出。
2018年6月  第三者割当増資によりクララオンライングループに加わり、家本賢太郎が代表取締役社長に就任。

## 店舗
- バイチャリの店舗数

## CM出演者
- 弾丸ジャッキー